# Francesco Guardi

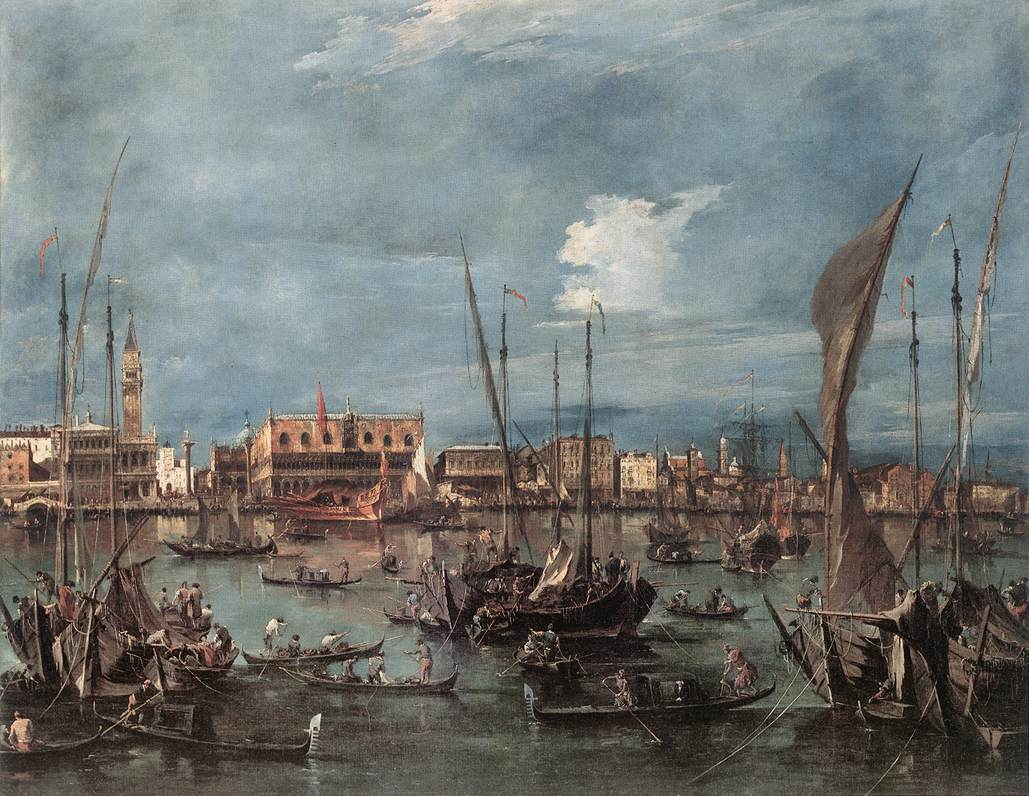
Francesco Guardi, Grand canal z widokiem na pałac Dożów (1765)

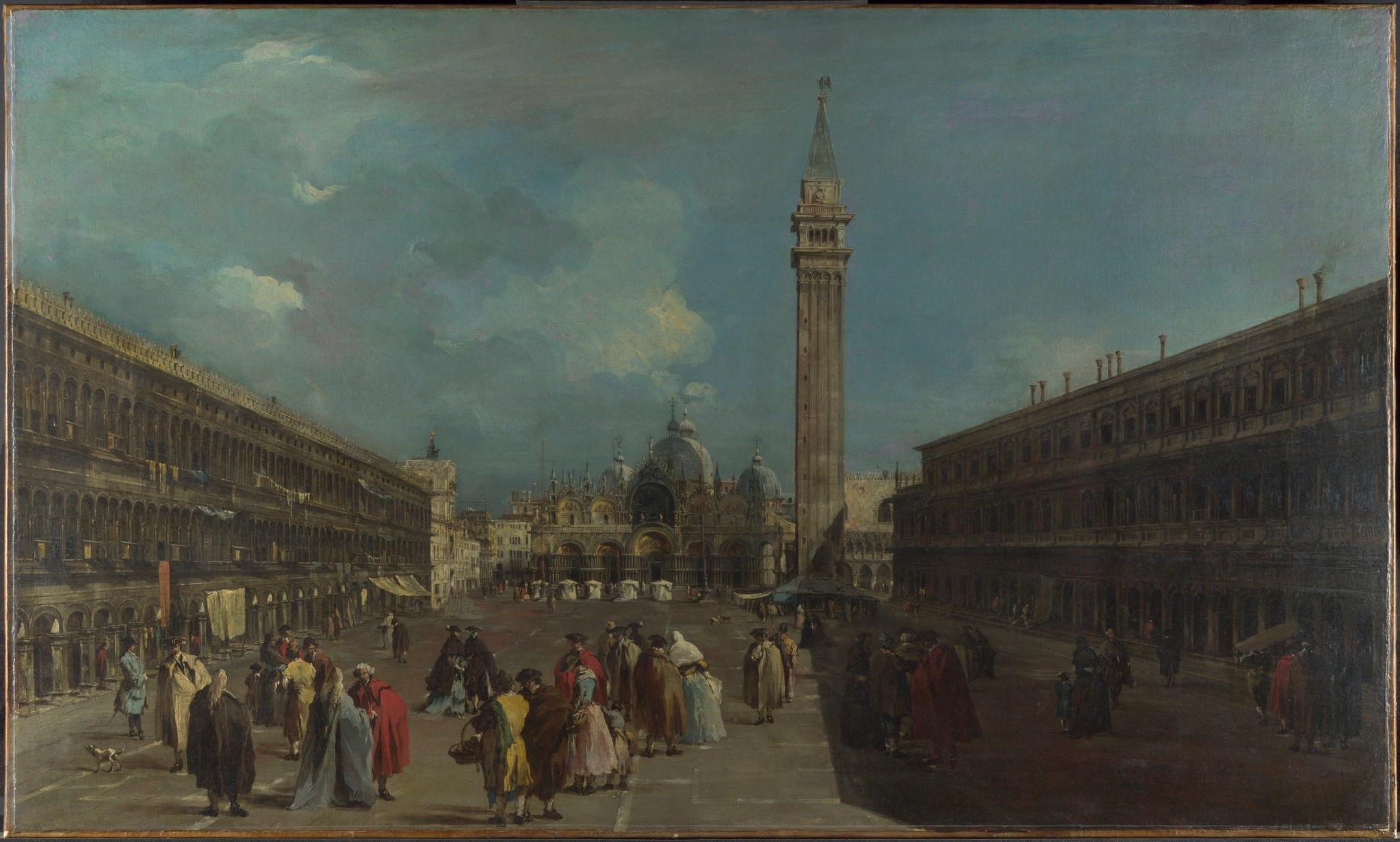
Francesco Guardi, Plac św. Marka w Wenecji (1765)

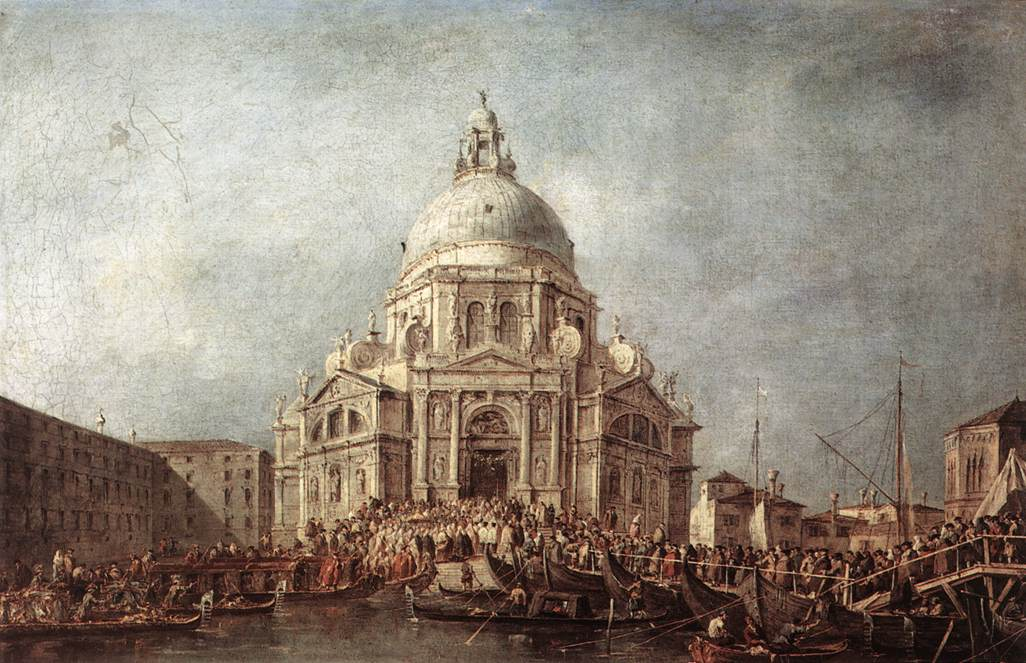
Francesco Guardi, Bazylika Santa Maria Della Salute (1770)

Francesco Lazzaro Guardi (ur. 5 października 1712 w Wenecji, zm. 1 stycznia 1793 tamże) – wenecki malarz rokokowy, uważany za jednego z ostatnich klasycznych malarzy szkoły weneckiej. Był bratem malarza wedut Giovanniego Antonia Guardi.
Guardi, podobnie jak jego dwaj bracia, malował architekturę i pejzaże Wenecji. Specjalizował się w tworzeniu wedut, czyli rozległych panoram miejskich. Jego prace charakteryzuje topograficzna dokładność i perfekcyjne posługiwanie się światłem i kolorem.

## Wybrane dzieła
- Capriccio z gotyckim łukiem (1782-86), 28 x 19 cm, Ermitaż, Sankt Petersburg
- Capriccio z ruinami na brzegu morza (1775-80), 36,8 x 26,1 cm, National Gallery w Londynie
- Capriccio z widokiem na wybrzeże, ruiny wieży i palmy (1775-80), 155,5 x 189,5 cm, Metropolitan Museum of Art, Nowy Jork
- Cykl dwunastu widoków Wenecji, przedstawiających wydarzenia związane z objęciem urzędu przez dożę Alvisa IV Mocenigo w 1763
  - Ambasadorowie na audiencji u doży (1775-80), 68 x 100 cm, Luwr, Paryż
  - Koronacja doży na Schodach Gigantów w Pałacu Dożów (1775-80), 68 x 100 cm, Luwr, Paryż
  - Doża pokazuje się ludziom w Bazylice św. Marka (1775-80), 67 x 100 cm, Królewskie Muzea Sztuk Pięknych, Bruksela
  - Przyjęcie wydane przez dożę w sali bankietowej (1775-80), 67 x 100 cm, Luwr, Paryż
  - Procesja doży Wenecji w San Zaccaria w święta Wielkanocy (1775-80), 68 x 100 cm, Luwr, Paryż
  - Doża podczas procesji Bożego Ciała na placu św. Marka (1775-80), 68 x 100 cm, Luwr, Paryż
  - Wizyta doży w kościele Santa Maria della Saute (1775-80), Luwr, Paryż
  - Odjazd Bucentaura w kierunku San Nicolo del Lido (1775-80), 68 x 100 cm, Luwr, Paryż
  - Bucentaur w San Nicolo del Lido (1775-80), 67 x 100 cm, Luwr, Paryż
  - Doża dziękuje Wielkiej Radzie (1775-80), 68 x100 cm, Luwr, Paryż
  - Doża wenecki niesiony przez gondolierów (1775-80), 68 x 100 cm, Musée des Beaux-Arts, Grenoble
  - Doża przyglądający się uroczystościom na placu Piazzetta (1775-80), 68 x 100 cm, Luwr, Paryż
- Erminia i pasterze (1750-55), 251,5 x 442,2 cm, National Gallery of Art, Waszyngton
- Gondola na lagunie o zmierzchu (1780), 38 x 25 cm, Museo Poldi Pezzoli, Mediolan
- Kanał Cannaregio (1765-75), National Gallery of Art, Waszyngton
- Kaprys architektoniczny (ok. 1770), 54 x 36 cm, National Gallery w Londynie
- Koncert galowy (ok. 1782), 67,7 x 90,5 cm, Stara Pinakoteka, Monachium
- Kościół San Giorgio Maggiore w Wenecji (1780-82), 68,5 x 91,5 cm, Wallace Collection, Londyn
- Krajobraz z wielkimi drzewami (1765-67), 120 x 152 cm, Ermitaż, Sankt Petersburg
- Miejsce schadzek (1745-50), 108 x 214 cm, Ca’ Rezzonico, Wenecja
- Papież Pius VI błogosławiący tłumy na placu świętych Jana i Pawła (1782), 78,5 x 63,5 cm, Ashmolean Museum, Oksford
- Piazzetta (1770-80), 45 x 72 cm, Ca’ d’Oro, Wenecja
- Plac św. Marka (1777), 61 x 91 cm, Museu Calouste Gulbenkian, Lizbona
- Plac świętych Jan i Pawła (1762-63), 72 x 120 cm, Luwr, Paryż
- Pożar w Sam Marcuola (1789), 42 x 62 cm, Stara Pinakoteka, Monachium
- Rozmównica w San Zacharia (1745-50), 108 x 214 cm, Ca’ Rezzonico, Wenecja
- San Giorgio Maggiore (1757-58), 41 x 84 cm, Museo Civico, Treviso
- Schody Gigantów na dziedzińcu Pałacu Dożów (lata 70. XVIII w.), 32,8 × 25,8 cm, Muzeum Narodowe w Warszawie
- Święto Wniebowstąpienia (ok. 1775), 48 x 78 cm, Museu Calouste Gulbenkian, Lizbona
- Święty w ekstazie (1775-80), 87 x 69 cm, Museo Provinciale d’Arte, Trydent
- Weneckie podwórko (1770), 38 x 26 cm, Muzeum Sztuk Pięknych im. Puszkina w Moskwie
- Widok na port morski i ruiny łuku (1775-80), 155,6 x 273,1 cm, Metropolitan Museum of Art, Nowy Jork
- Widok na wybrzeże i ruiny portyku (1775-80), `155,5 x 189,3 cm, Metropolitan Museum of Art, Nowy Jork
- Widok wyspy San Giorgio Maggiore (1765-75), 43 x 61 cm, Ermitaż, Sankt Petersburg
- Wieża Zegarowa (1765-70), 89,4 x 62,5 cm, Akademia Sztuk Pięknych w Wiedniu, Wiedeń
- Wzniesienie się balonem (1784), 66 x 51 cm, Gemaldegalerie, Berlin
- Zatoka św. Marka, kościół San Giorgio maggiore i Giudecca (1774),72 x 97 cm, Gallerie dell’Accademia Wenecja